# Миялы (Ошская область)
Миялы (кирг. Миялы) — село в Кара-Сууском районе Ошской области Кыргызстана. Входит в состав Кызыл-Сууского айылного аймака.

## География
Село расположено в северо-западной части области, на расстоянии приблизительно 27 километров (по прямой) к юго-востоку от города Кара-Суу, административного центра района. Абсолютная высота — 1502 метра над уровнем моря.

## Население
Согласно оценочным данным Национального статистического комитета Кыргызской Республики, на начало 2023 года постоянное население в селе отсутствовало.
| год     | 2009 | 2014 | 2015 | 2020 | 2021 | 2023 |
| ------- | ---- | ---- | ---- | ---- | ---- | ---- |
| человек | 513  | 568  | 493  | 0    | 0    | 0    |